# 리브 더 월드 비하인드
《리브 더 월드 비하인드》(영어: Leave the World Behind)는 2023년 개봉한 미국의 심리 스릴러 영화이다. 샘 에스마일이 감독과 각본을 맡았으며, 루만 알람의 동명 소설이 영화의 원작이다.

## 출연

### 주연
- 줄리아 로버츠 - 어맨다
- 마허샬라 알리 - 조지 "GH" 워싱턴
- 이선 호크 - 클레이
- 마이할라 헤럴드 - 루스 워싱턴

### 조연
- 패러 매켄지 - 로지
- 찰리 에번스 - 아치
- 케빈 베이컨 - 대니